# 晃州
晃州是唐代黔州都督府所屬的一個羈縻州。其治所在今湖南省新晃侗族自治县西南凉伞。辖境相当今湖南省新晃侗族自治县西南部和贵州省三穗县东部、玉屏侗族自治县南部，是唐代招撫當地土著所設置的州縣，一般由其頭人任州官，宋代屬夔州路紹慶府。